# 2 Samuel 2
2 Samuel 2 es el segundo capítulo del Sagundo Libro de Samuel en el Antiguo Testamento de la Biblia cristiana o la primera parte de los Libros de Samuel en la Biblia hebrea. Según la tradición judía, el libro se atribuyó al profeta Samuel, con adiciones de los profetas Gad y Natán, pero muchos eruditos modernos lo ven como una composición de varios textos independientes de diversas épocas, desde el 630-540 a. C. aproximadamente.  Este capítulo contiene el relato de cómo David se convirtió en rey de Judá en Hebrón. Esto se encuentra dentro de una sección que comprende desde 1 Samuel 16 hasta 2 Samuel 5, que registra el ascenso de David como rey de Israel, y una sección que comprende desde 2 Samuel 2 hasta 2 Samuel 8, que trata del período en el que David estableció su reino.

## Texto
Este capítulo fue escrito originalmente en el idioma hebreo. Está dividido en 32 versículos.

### Testigos textuales
Algunos manuscritos antiguos que contienen el texto de este capítulo en hebreo son de la tradición del Texto Masorético, que incluye el Códice de Jerusalén (895), el Códice de Alepo (siglo X) y el Códice de Leningrado (1008). Se encontraron fragmentos que contienen partes de este capítulo en hebreo entre los Rollos del Mar Muerto, incluido el 4Q51 (4QSama; 100-50 a. C.) con los versículos 3-4, 9-10 y 12 existentes.
Entre los manuscritos antiguos existentes de una traducción al griego koiné conocida como la Septuaginta (originalmente realizada en los últimos siglos a. C.) se encuentran el Códice Vaticano (B; {\displaystyle \ ara{G}}B; siglo IV) y el Códice Alejandrino (A; {\displaystyle \ ara{G}}A; siglo V).

## Places
- Belén
- Giah
- Gabaón
- Galaad
- Hebrón
- Jabes de Galaad
- Mahanaim

## Análisis
La narración del reinado de David en Hebrón en 2 Samuel 1:1-5:5 tiene la siguiente estructura: 
A. Mirando hacia atrás a las escenas finales de 1 Samuel (1:1)
B. David recibe la corona de Saúl (1:2-12)
C. David ejecuta al asesino de Saúl (1:13-16)
D. Lamento de David por Saúl y Jonatán (1:17-27)
E. Dos reyes en la tierra (2:1-3:6)
E'. Un rey en la tierra: Abner cambia de bando (3:7-27)
D'. El lamento de David por Abner (3:28-39)
C'. David ejecuta a los asesinos de Isbaal (4:1-12)
B'. David lleva la corona de Saúl (5:1-3)
A'. Esperando el reinado de David en Jerusalén (5:4-5)
La narración de David sobre su ascensión al trono en Hebrón se enmarca en un versículo inicial que mira hacia atrás, a los últimos capítulos de 1 Samuel (la muerte de Saúl y el refugio de David en Siclag), y en versículos finales que miran hacia adelante, al gobierno de David en Jerusalén (2 Samuel 5). La acción comienza cuando David recibe la corona de Saúl y concluye cuando finalmente puede llevar esa corona. David ejecuta al amalecita que afirma haber ayudado a Saúl con su suicidio y a los que asesinaron a Isbaal. Se registraron dos lamentos: uno por Saúl y Jonatán y otro más corto por Abner. En el centro se encuentran los dos episodios clave: la existencia de dos reyes en la tierra (David e Isbaal), porque las fuerzas de Joab no pudieron conquistar el territorio de Saúl en el campo de batalla. Sin embargo, esto se resolvió cuando Isbaal desafió tontamente la lealtad de Abner, lo que hizo que Abner cambiara de bando y, finalmente, el reino de Saúl quedara bajo el dominio davídico.

## David fue ungido rey de Judá en Hebrón (2:1-7)
David comenzó su traslado con una consulta a Dios y obedeció la instrucción de Dios de residir en Hebrón, donde David había obtenido una base de poder al casarse con Abigail, la viuda de Nabal (1 Samuel 25:3) y había enviado regalos a sus habitantes con el botín tras su victoria sobre los amalecitas (1 Samuel 30:31). También fue en Hebrón, aparentemente la principal ciudad de la región, donde David fue «ungido rey de Judá» (versículo 4), como confirmación de la unción anterior por parte de Samuel (1 Samuel 16:13), esta vez por «el pueblo de Judá», y más tarde también por «los ancianos de Israel» (2 Samuel 5:3). David también se había asegurado el apoyo en las zonas del norte con los matrimonios con Ahinoam de Jezreel y luego con Maaca, hija de Talmai de Geshur. Las propuestas de David a los hombres de Jabes de Galaad, que habían sido leales a Saúl (versículos 4b-7), tenían como objetivo establecer una relación con esa zona, sustituyendo a la que terminó con la muerte de Saúl.

## Is-boset se proclamó rey de Israel en Mahanaim (2:8-11)
La acción de David fue obviamente un desafío directo a la casa de Saúl, que todavía tenía lazos especiales con Galaad, Jezreel y Geshur, junto con otros territorios del norte. Abner, primo de Saúl, nombró a «Ishbaal» (una lectura en
las versiones griegas, para el hebreo «Ishbosheth», «hombre de vergüenza»), el hijo restante de Saúl, rey de Israel en Mahanaim (en la zona de Galaad), que está al este del río Jordán, porque los filisteos controlaban el territorio al oeste del Jordán, por lo que la lista de dominios de Isbaal se consideraba idealista.

### Versículo 10
Ish-bosheth, hijo de Saúl, tenía cuarenta años cuando comenzó a reinar sobre Israel, y reinó dos años. Pero la casa de Judá siguió a David.
- «Ish-bosheth»: escrito como «Ishbaal» en las versiones griegas aquí y en el versículo 8, o «Esh-Baal» en 9 y 9.[18]

## Batalla de Gabaón (2:12-32)

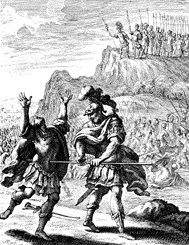
Grabado en madera de Abner matando a Asael, por Johann Christoph Weigel, 1695

Inevitablemente, estalló una guerra civil entre Israel y Judá, cuando ambos ejércitos se enfrentaron en Gabaón. En primer lugar, 
Abner sugirió una competición entre doce jóvenes de cada bando, pero el resultado no fue concluyente, ya que todos los participantes murieron (Versículo 16). La batalla posterior, más general, fue ventajosa para David, ya que el ejército de Saúl se vio obligado a retirarse (versículo 17) con un incidente significativo en el que Asael, el hermano menor de Joab y Abisai, hijos de Zeruías (hermana de David; 1 Crónicas 2:16), fue asesinado por Abner por no querer dejar de perseguirlo. La continua persecución de Joab y Abisai se detuvo cuando Abner recordó a la gente «su vínculo de parentesco» (versículo 26), por lo que cesaron las hostilidades, incluso con una ventaja obvia para el bando de David (versículo 31), y los ejércitos regresaron a sus bases. No obstante, Joab estaba decidido a vengar la muerte de Asael (3:17), cuando se presentó la oportunidad y David no pudo contener la violencia de los hijos de Zeruías (3:39).

### Versículo 18
Allí estaban los tres hijos de Zeruías: Joab, Abisai y Asael. Y Asael era tan veloz como una gacela salvaje. 
- «Abisai»: en una ocasión había acompañado a David al campamento de Saúl (1 Samuel 26:6-22) y más tarde se convirtió en líder militar junto con su hermano Joab.[17]

### Comentarios sobre Samuel
- Auld, Graeme (2003). «1 & 2 Samuel».  En James D. G. Dunn and John William Rogerson, ed. Eerdmans Commentary on the Bible. Eerdmans. ISBN 9780802837110.
- Bergen, David T. (1996). 1, 2 Samuel. B&H Publishing Group. ISBN 9780805401073.
- Gordon, Robert P. (1999). I & II Samuel, A Commentary. Zondervan. ISBN 978-0310230229.
- Hertzberg, Hans Wilhelm (1964). I & II Samuel, A Commentary (trans. from German 2nd edition 1960 edición). Westminster John Knox Press. p. 19. ISBN 978-0664223182.
- Tsumura, David Toshio (2007). The First Book of Samuel. Eerdmans. ISBN 9780802823595.

### General
- Breytenbach, Andries (2000). «Who Is Behind The Samuel Narrative?».  En Johannes Cornelis de Moor and H.F. Van Rooy, ed. Past, Present, Future: the Deuteronomistic History and the Prophets. Brill. ISBN 9789004118713.
- Coogan, Michael David (2007).  Coogan, Michael David; Brettler, Marc Zvi; Newsom, Carol Ann et al., eds. The New Oxford Annotated Bible with the Apocryphal/Deuterocanonical Books: New Revised Standard Version, Issue 48 (Augmented 3rd edición). Oxford University Press. ISBN 978-0195288810.
- Fitzmyer, Joseph A. (2008). A Guide to the Dead Sea Scrolls and Related Literature. Grand Rapids, MI: William B. Eerdmans Publishing Company. ISBN 9780802862419.
- Halley, Henry H. (1965). Halley's Bible Handbook: an abbreviated Bible commentary (24th (revised) edición). Zondervan Publishing House. ISBN 0-310-25720-4. (requiere registro).
- Hayes, Christine (2015). Introduction to the Bible. Yale University Press. ISBN 978-0300188271.
- Jones, Gwilym H. (2007). «12. 1 and 2 Samuel».  En Barton, John; Muddiman, John, eds. The Oxford Bible Commentary (first (paperback) edición). Oxford University Press. pp. 196-232. ISBN 978-0199277186. Consultado el 6 de febrero de 2019.
- Klein, R.W. (2003). «Samuel, books of».  En Bromiley, Geoffrey W, ed. The International Standard Bible Encyclopedia. Eerdmans. ISBN 9780802837844.
- Knight, Douglas A (1995). «Chapter 4 Deuteronomy and the Deuteronomists».  En James Luther Mays, David L. Petersen and Kent Harold Richards, ed. Old Testament Interpretation. T&T Clark. p. 62. ISBN 9780567292896.
- Ulrich, Eugene, ed. (2010). The Biblical Qumran Scrolls: Transcriptions and Textual Variants. Brill.
- Würthwein, Ernst (1995). The Text of the Old Testament. Grand Rapids, MI: Wm. B. Eerdmans. ISBN 0-8028-0788-7. Consultado el 26 de enero de 2019.

- Datos: Q16158742